# Керницький Мар'ян Олександрович
Керницький Мар'ян Олександрович (18 вересня 1864, м. Снятин, нині Івано-Франківська область, Україна — 24 червня  1945, Сколімув, нині Польща) — український і польський актор; чоловік Домініки Керницької.

## Життєпис
У 1884–1892 роках працював у Руському народному театрі (Львів), польських трупах і театрах Львова (1894–1995), Варшави (1895–1933, з перервою), Вільнюса (1908, 1910, 1913) та інших. Гастролював у інших містах, зокрема, в Києві (1913–1915).

## Ролі
- Аптикаренко («Маруся» Григорія Квітки-Основ'яненка),
- Шельменко («Шельменко-денщик» Григорія Квітки-Основ'яненка),
- Дубчак («Пан мандатор» Сидора Воробкевича),
- Скакунець («Пошилися в дурні» Марка Кропивницького),
- Писар («Наймичка» Івана Карпенка-Карого),
- Омелько («Мартин Боруля» Івана Карпенка-Карого),
- Бонавентура («Сто тисяч» Івана Карпенка-Карого),
- Матвій[1] («Олена» Мар'яна Ясеньчіка[2]) та інші.